# Metaphonie
Metaphonie ist der in der Romanistik allgemein übliche Begriff für eine in den romanischen Sprachen verbreitete Form des Umlauts. Es handelt sich dabei dem Ursprung nach um regressive Fernassimilationen, bei denen sich ein vorangehender mittlerer Vokal durch einen nachfolgenden geschlossenen Vokal (meist lateinisches -I oder -U) verändert hat.
In den italienischen Dialekten ist die Metaphonie besonders häufig, sie taucht fast überall auf, außer im Toskanischen. So wird etwa im Lombardischen quest „dieser“ zu quist „diese“, weil das abgefallene -i das vorhergehende -e- metaphoniert hat: questi > quisti > quist (ähnliche Prozesse im Deutschen: Vater/ Väter, althochdeutsch gast/ gesti „Gäste“ etc.). Im Süditalienischen können Singular- von Pluralformen häufig nur durch den Umlaut unterschieden werden, so etwa pedi „Fuß“ vs. pidi „Füße“ im Sizilianischen. Im Spanischen spielt die Metaphonie eine erhebliche Rolle in der Verbalflexion: so wird aus lateinischem METIO spanisches mido „ich messe“. Hier ist das „i“, das ursprünglich ein „e“ war, durch das nachfolgende -I beeinflusst. Analog wird lat. DORMIUT „er schlief“ > spanisch durmió, hier wird das ursprüngliche „o“ zu „u“, weil ein „i“ folgt. Im Rumänischen spielt die Metaphonie eine erhebliche Rolle bei der Pluralbildung, so etwa rumän. pară „Birne“/ pere „Birnen“, masă (< lat. MENSA „Tisch“)/ mese „Tische“ etc.